# Descendants – Verhexte Welt
Descendants – Verhexte Welt (Originaltitel: Descendants: Wicked World) ist eine US-amerikanische computeranimierte Fernsehserie, die seit 2015 von Disney Television Animation produziert wird. Die Fernsehserie basiert auf dem Disney Channel Original Movie Descendants – Die Nachkommen und erzählt die Geschichte der Figuren weiter. Dabei werden neue Figuren von der Insel der Verlorenen und Auradon eingeführt. Die Erstausstrahlung fand am 18. September 2015 auf dem US-amerikanischen Disney Channel.
Die Serie besteht momentan aus zwei Staffeln mit insgesamt 33 Episoden sowie drei Special-Folgen.

## Handlung
Nach Ben’s Krönung in Descendants – Die Nachkommen versuchen Mal, Evie, Carlos und Jay gut zu sein, während ihre Eltern nach wie vor auf der Insel der Verlorenen gefangen sind. Die Geschichte wird vertieft, als neue Schurkenkinder ankommen: Freddie, Dr. Faciliers Tochter, CJ, Tochter von Kapitän Hook, und Zevon, Yzmas Sohn.

## Synchronisation
Die deutsche Synchronisation entstand durch die Synchronfirma SDI Media Germany in Berlin, unter der Dialogregie von Marina Köhler. Das Dialogbuch zur ersten Staffel stammt von Christian Zeiger, während Ruth Deny die Textvorlage zur zweiten Staffel verfasste.
| Rolle   | Originalsprecher                                             | Deutscher Sprecher     | Bemerkung                           |
| ------- | ------------------------------------------------------------ | ---------------------- | ----------------------------------- |
| Mal     | Dove Cameron                                                 | Maresa Sedlmeir        | Tochter von Maleficent              |
| Evie    | Sofia Carson                                                 | Jodie Blank            | Tochter der Bösen Königin Grimhilde |
| Carlos  | Cameron Boyce                                                | Simon Dirks            | Sohn von Cruella de Vil             |
| Jay     | Booboo Stewart                                               | Maximilian Belle       | Sohn von Dschafar                   |
| Ben     | Mitchell Hope                                                | Nils Dienemann         | Sohn von Belle und dem Biest        |
| Freddie | China Anne McClain (Staffel 1) Lauryn McClain (ab Staffel 2) | Lea Kalbhenn           | Tochter von Dr. Facilier            |
| Audrey  | Sarah Jeffery                                                | Gabrielle Pietermann   | Tochter von Aurora und Phillip      |
| Jane    | Brenna D’Amico                                               | Regina Beckhaus        | Tochter der Guten Fee               |
| Lonnie  | Dianne Doan                                                  | –                      | Tochter von Mulan und Li Shang      |
| Jordan  | Ursula Taherian                                              | Farina Brock           | Tochter von Dschinni                |
| Ally    | Jennifer Veal                                                | Katharina Schwarzmaier | Tochter von Alice                   |
| CJ      | Myrna Velasco                                                | –                      | Tochter von Captain Hook            |
| Zevon   | Bradley Steven Perry                                         | –                      | Sohn von Yzma                       |

## Ausstrahlung
| Staffel  | Episodenanzahl | Erstausstrahlung USA | Erstausstrahlung USA | Deutschsprachige Erstausstrahlung | Deutschsprachige Erstausstrahlung |
| Staffel  | Episodenanzahl | Staffelpremiere      | Staffelfinale        | Staffelpremiere                   | Staffelfinale                     |
| -------- | -------------- | -------------------- | -------------------- | --------------------------------- | --------------------------------- |
| 1        | 18             | 18. September 2015   | 15. Juli 2016        | 18. Oktober 2015                  | 30. Mai 2017                      |
| 2        | 15             | 21. Oktober 2016     | 24. Februar 2017     | 28. Januar 2017                   | 26. Februar 2017                  |
| Specials | 3              | 13. Dezember 2015    | 3. März 2017         | 20. März 2016                     | 24. März 2020                     |

## Episodenliste

### Staffel 1
| Nr. (gesamt) | Nr. (Staffel) | Originaltitel               | Erstausstrahlung USA (Disney Channel U.S.) | Deutscher Titel                    | Deutsche Erstausstrahlung (Disney Channel Deutschland) | Regie                 | Drehbuch                  |
| ------------ | ------------- | --------------------------- | ------------------------------------------ | ---------------------------------- | ------------------------------------------------------ | --------------------- | ------------------------- |
| 1            | 1             | Evie’s Explosion of Taste   | 18. September 2015                         | Die Geschmacksexplosion            | 18. Oktober 2015                                       | Aliki Theofilo-poulos | Ben Joseph, Julia Miranda |
| 2            | 2             | Mal’s Digi-Image Problem    | 25. September 2015                         | Mals digitales Imageproblem        | 1. November 2015                                       | Aliki Theofilo-poulos | Julia Miranda             |
| 3            | 3             | Audrey’s New Do? New Don't! | 2. Oktober 2015                            | Ein neuer Look                     | 8. November 2015                                       | Aliki Theofilo-poulos | Julia Miranda             |
| 4            | 4             | Careful What You Wish For   | 9. Oktober 2015                            | Sei vorsichtig was du dir wünschst | 15. November 2015                                      | Aliki Theofilo-poulos | Julia Miranda             |
| 5            | 5             | Voodoo? You Do              | 16. Oktober 2015                           | Voodoo-Zauber                      | 22. November 2015                                      | Aliki Theofilo-poulos | Julia Miranda             |
| 6            | 6             | Lamp Sweet Lamp             | 23. Oktober 2015                           | Böse will gelernt sein             | 29. November 2015                                      | Aliki Theofilo-poulos | Julia Miranda             |
| 7            | 7             | Genie Chic                  | 6. November 2015                           | Jordans Style                      | 13. Dezember 2015                                      | Aliki Theofilo-poulos | Julia Miranda             |
| 8            | 8             | Puffed Deliciousness        | 13. November 2015                          | Süße Sünden                        | 20. Dezember 2015                                      | Aliki Theofilo-poulos | Julia Miranda             |
| 9            | 9             | Good Is the New Bad         | 20. November 2015                          | Konkurrenz belebt den Gesang       | 27. Dezember 2015                                      | Aliki Theofilo-poulos | Julia Miranda             |
| 10           | 10            | Spirit Day                  | 4. Dezember 2015                           | Der Teamgeist-Tag                  | 6. März 2016                                           | Aliki Theofilo-poulos | Julia Miranda             |
| 11           | 11            | I’m Your Girl               | 11. Dezember 2015                          | Strahlender Erfolg                 | 13. März 2016                                          | Aliki Theofilo-poulos | Julia Miranda             |
| 12           | 12            | Mash It Up                  | 13. Dezember 2015                          | Die Mischung macht’s               | 20. März 2016                                          | Aliki Theofilo-poulos | Julia Miranda             |
| 13           | 13            | All Hail the New Q.N.L.B.   | 5. Juli 2016                               | Ihre Majestät, die KNLB!           | 5. Juni 2017                                           | Aliki Theofilo-poulos | Julia Miranda             |
| 14           | 14            | Mad for Tea                 | 6. Juli 2016                               | Verrückt und zugekleckst!          | 26. Mai 2017                                           | Aliki Theofilo-poulos | Julia Miranda             |
| 15           | 15            | Carpet Jacked               | 7. Juli 2016                               | Ein abgefahrener Kürbis            | 27. Mai 2017                                           | Aliki Theofilo-poulos | Julia Miranda             |
| 16           | 16            | The Night Is Young          | 14. Juli 2016                              | Die Partyretterin                  | 28. Mai 2017                                           | Aliki Theofilo-poulos | Julia Miranda             |
| 17           | 17            | Neon Lights Out             | 15. Juli 2016                              | Neonlichter aus                    | 29. Mai 2017                                           | Aliki Theofilo-poulos | Julia Miranda             |
| 18           | 18            | Hooked on Ben               | 15. Juli 2016                              | Ben wird abgehakt                  | 30. Mai 2017                                           | Aliki Theofilo-poulos | Julia Miranda             |

### Staffel 2
| Nr. (gesamt) | Nr. (Staffel) | Originaltitel         | Erstausstrahlung USA (Disney Channel U.S.) | Deutscher Titel         | Deutsche Erstausstrahlung (Disney Channel Deutschland) | Regie      | Drehbuch       |
| ------------ | ------------- | --------------------- | ------------------------------------------ | ----------------------- | ------------------------------------------------------ | ---------- | -------------- |
| 21           | 1             | Slumber Party         | 21. Oktober 2016                           | Pyjamaparty             | 28. Januar 2017                                        | Eric Fogel | Scott Peterson |
| 22           | 2             | Odd Mal Out           | 28. Oktober 2016                           | Mal geht leer aus       | 29. Januar 2017                                        | Eric Fogel | Scott Peterson |
| 23           | 3             | Pair of Sneakers      | 4. November 2016                           | Diebe in der Dunkelheit | 4. Februar 2017                                        | Eric Fogel | Scott Peterson |
| 24           | 4             | Wild Rehearsal        | 11. November 2016                          | Im Tanzfieber           | 5. Februar 2017                                        | Eric Fogel | Scott Peterson |
| 25           | 5             | Chemical Reaction     | 18. November 2016                          | Die Chemie stimmt nicht | 11. Februar 2017                                       | Eric Fogel | Scott Peterson |
| 26           | 6             | Talking Heads         | 2. Dezember 2016                           | Schlacht am Buffet      | 26. März 2017                                          | Eric Fogel | Scott Peterson |
| 27           | 7             | Steal Away            | 9. Dezember 2016                           | Verstohlen              | 12. Februar 2017                                       | Eric Fogel | Scott Peterson |
| 28           | 8             | Evil Among Us         | 6. Januar 2017                             | Das Böse unter uns      | 2. April 2017                                          | Eric Fogel | Scott Peterson |
| 29           | 9             | Options Are Shrinking | 13. Januar 2017                            | Die Hoffnung schrumpft  | 18. Februar 2017                                       | Eric Fogel | Scott Peterson |
| 30           | 10            | Party Crasher         | 20. Januar 2017                            | Partycrasher            | 29. August 2017                                        | Eric Fogel | Scott Peterson |
| 31           | 11            | Mal-lone              | 27. Januar 2017                            | Mal-leine               | 16. Juni 2017                                          | Eric Fogel | Scott Peterson |
| 32           | 12            | Trapped               | 3. Februar 2017                            | Lampenfieber            | 19. Februar 2017                                       | Eric Fogel | Scott Peterson |
| 33           | 13            | Face to Face          | 10. Februar 2017                           | Die Macht der Juwelen   | –                                                      | Eric Fogel | Scott Peterson |
| 34           | 14            | United We Stand       | 17. Februar 2017                           | Ein tolles Team         | 25. Februar 2017                                       | Eric Fogel | Scott Peterson |
| 35           | 15            | Celebration           | 24. Februar 2017                           | Endlich Juweläum        | 26. Februar 2017                                       | Eric Fogel | Scott Peterson |

### Specials
| Nr. | Originaltitel    | Erstausstrahlung USA (Disney Channel U.S.) | Deutscher Titel        | Deutsche Erstausstrahlung (Disney Channel Deutschland) | Regie                | Drehbuch      |
| --- | ---------------- | ------------------------------------------ | ---------------------- | ------------------------------------------------------ | -------------------- | ------------- |
| 1   | Wish Granted     | 13. Dezember 2015                          | Wunsch erfüllt!        | 20. März 2016                                          | Aliki Theofilopoulos | Julia Miranda |
| 2   | Neon Lights Ball | 15. Juli 2016                              | Die Neon-Lichter-Party | 13. August 2016                                        | Aliki Theofilopoulos | Julia Miranda |
| 3   | Jewel-bilee      | 3. März 2017                               | –                      | –                                                      | –                    | –             |